# Кюсюр
Кюсю́р (рос. Кюсюр) — село в Булунському улусі, Республіка Саха, Росія. Центр і єдине село Булунського наслегу.
Село розташоване на правому березі річки Лена. Населення становить 1 718 осіб (2001; 1,8 тис. в 1989).
Засноване в 1924 році. В селі знаходяться пристань Булун, комбінат комунальних підприємств, центральна садиба сільськогосподарського підприємства «Булун», господарський центр «Саханджа» (оленярство, рибальство, звірівництво), Будинок культури, народний театр, середня та музична школи, інтернат, лікарня.

## Відомі люди
- Саина — якутська співачка.

## Галерея

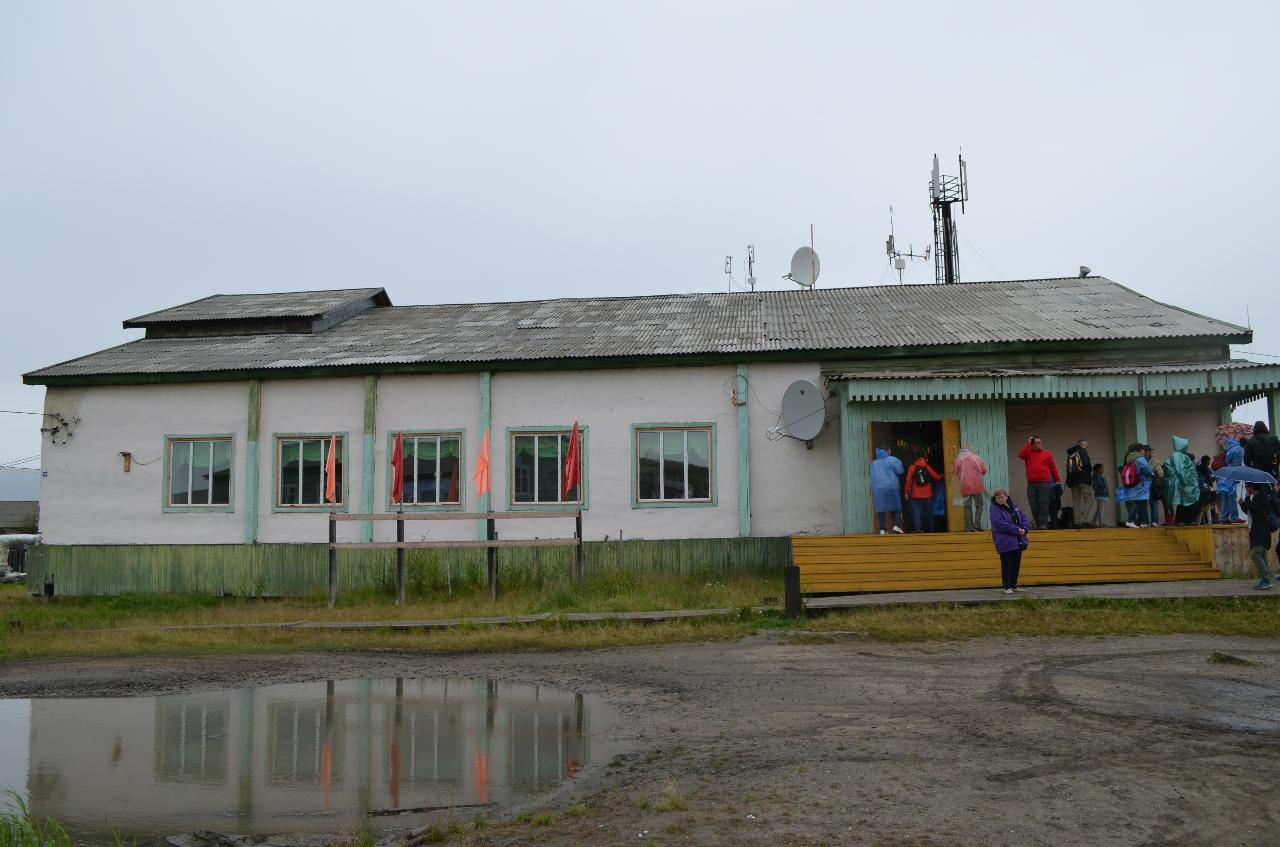
Будинок культури
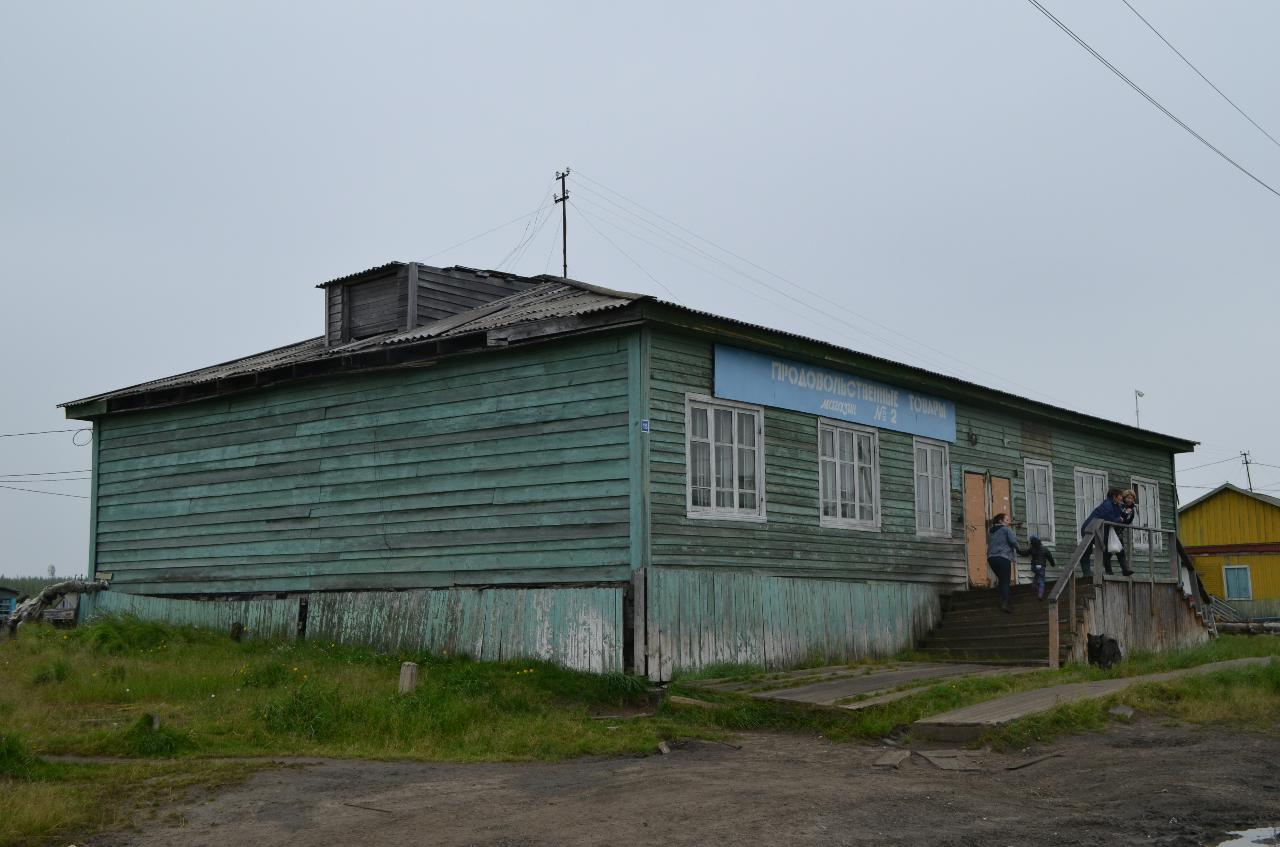
Магазин
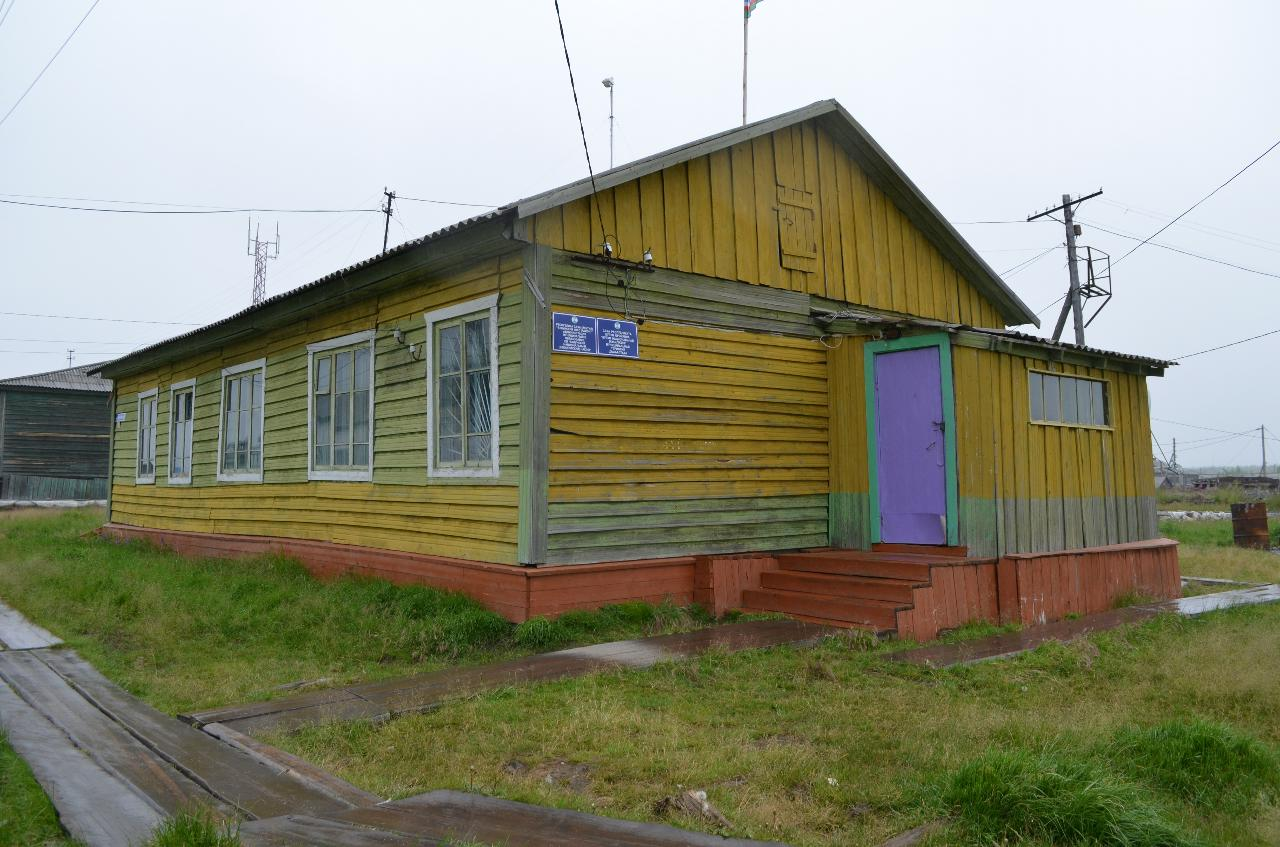
Адміністрація